# Chiese (fiume)
(Eugenio Checchi, Memorie alla casalinga di un Garibaldino)
Il Chiese (Cés in lombardo, Clesus o Cleusis in latino) è un fiume italiano lungo 160 km, il diciassettesimo per lunghezza fra i fiumi italiani e il maggiore fra i subaffluenti (passando per il fiume Oglio) del Po oltre che il fiume subaffluente più lungo d'Italia.

## Idrogeografia

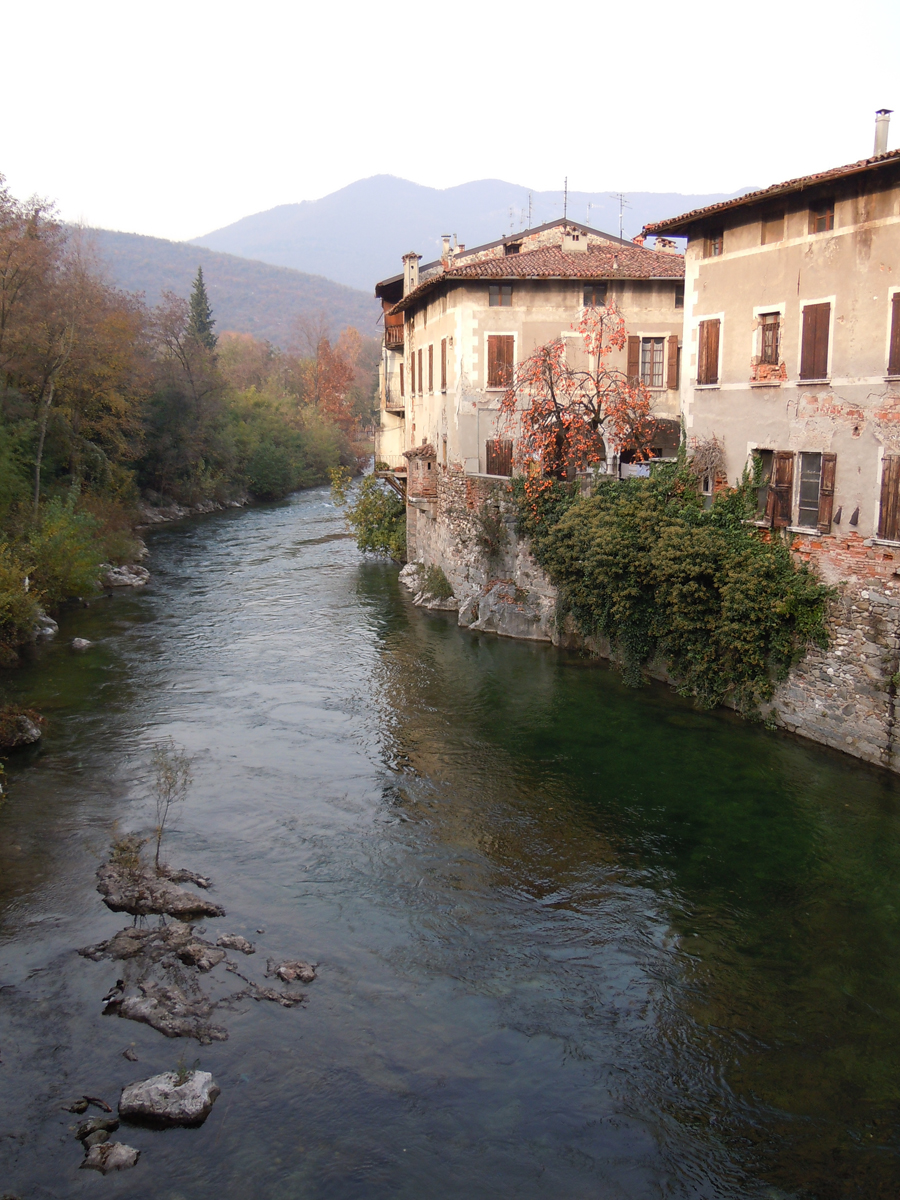
Il Chiese a Gavardo

Nasce nel Gruppo dell'Adamello, più precisamente dal monte Fumo in Trentino, e percorre le valli di Fumo e di Daone formando i laghi artificiali di Bissina, di Boazzo e di Ponte Morandino. A Creto entra nella Valle del Chiese che appartiene alle Valli Giudicarie Inferiori accogliendo le acque del torrente Adanà, e andando subito dopo a formare il bacino artificiale di Cimego.
Più a sud si getta nel lago d'Idro nei pressi di Baitoni (comune di Bondone) entrando in Lombardia (Provincia di Brescia). Uscito dal lago presso Idro, percorre la Val Sabbia fino a Villanuova sul Clisi. Entrato in pianura, scorre in direzione nord-sud lungo la parte orientale della provincia bresciana tra Gavardo e Remedello fino a giungere presso la mantovana Asola. Confluisce da sinistra nell'Oglio a valle di Acquanegra sul Chiese.
All'altezza di Gavardo viene derivato il Naviglio di Brescia.
Tra i comuni attraversati ci sono: Valdaone, Pieve di Bono-Prezzo, Borgo Chiese, Storo, Anfo, Idro, Vestone, Barghe, Sabbio Chiese, Vobarno, Roè Volciano, Gavardo, Muscoline, Villanuova sul Clisi, Prevalle, Bedizzole, Calcinato, Montichiari, Carpenedolo, Calvisano, Visano, Acquafredda, Remedello, Casalmoro, Acquanegra sul Chiese.

## Sfruttamento idroelettrico

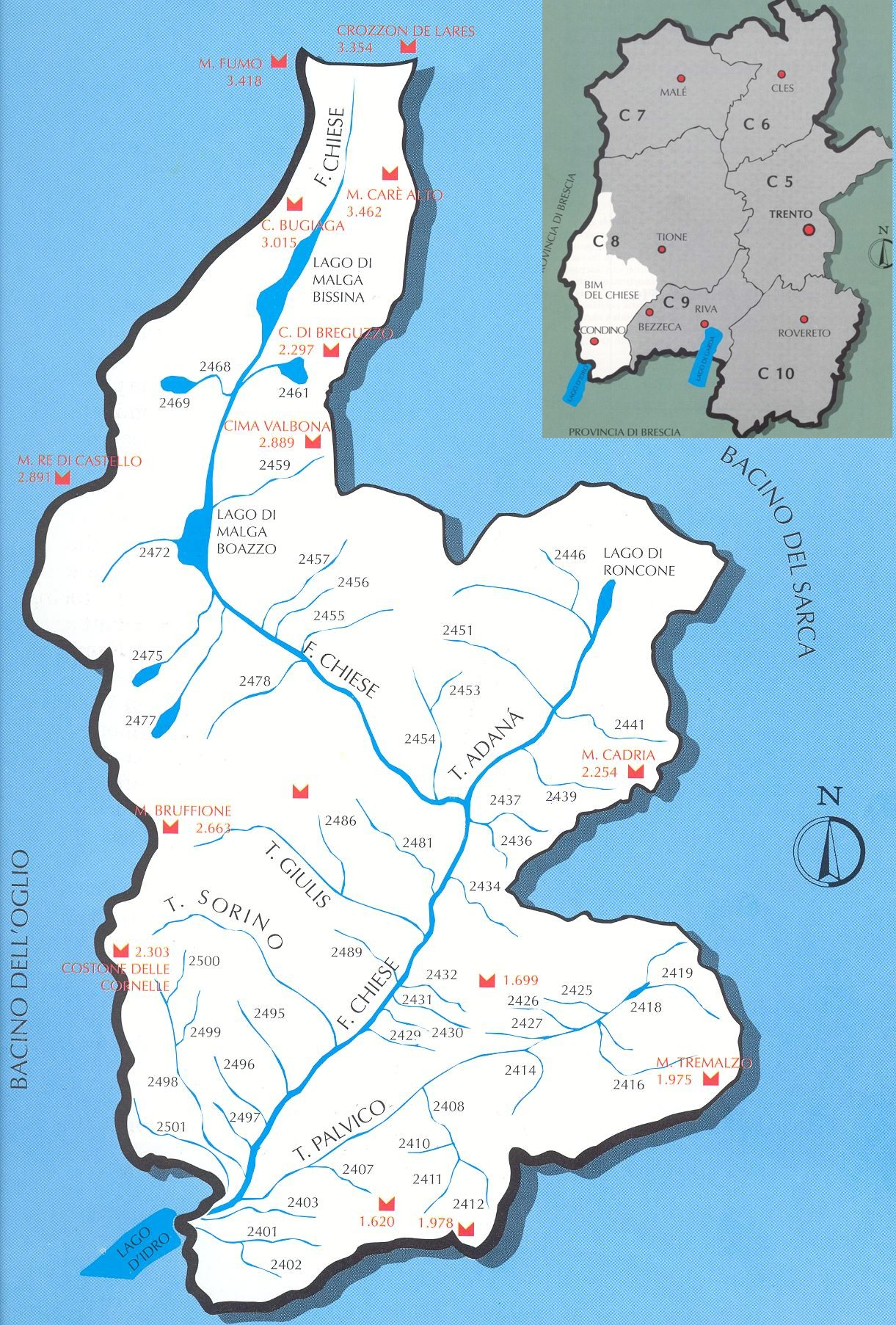
Il bacino imbrifero montano del fiume Chiese nel territorio trentino

Il bacino imbrifero del Chiese costituisce uno dei maggiori esempi di sfruttamento idroelettrico montano. In un'area geograficamente limitata si contano infatti ben quattro bacini artificiali e tre centrali idroelettriche. Questo solamente nell'area trentina del bacino. Altri impianti di sfruttamento sono presenti nell'area lombarda.
Il destino del Chiese è simile a quello del gemello Sarca: nascono dai ghiacciai all'interno del Parco Naturale Adamello-Brenta e vengono intensamente sfruttati con opere idriche e idroelettriche. Da notare come i bacini imbriferi dei due fiumi coincidano praticamente con l'area del Comprensorio C8 Giudicarie e Rendena.
La prima proposta di sfruttamento venne presentata il 7 settembre 1926 dalla Società Elettrica Bresciana (SEB) e dalla Società lago d'Idro (SLI) su progetto dell'ing. Angelo Omodeo che prevedeva impianti a malga Nudole, malga Boazzo, Cimego e Darzo. La concessione venne data il 12 ottobre 1949. Nel 1950 alla SLI subentrò la Società Idroelettrica Alto Chiese (SIAC) che assieme alla SEB commissionarono l'incarico del progetto esecutivo all'ing. Claudio Marcello che rivide il precedente progetto nella versione poi realizzata. Negli anni 50 i lavori richiamarono in valle oltre 5 000 operai, provenienti dalle province di Belluno, Brescia e Bergamo e da regioni meridionali. Le ditte appaltatrici avevano costruito dei villaggi con cucine, negozi, bar, uffici un servizio sanitario e religioso. Don Mario Peder era il cappellano di cantiere. Pierino Mantovani allora gestore del bar ACLI ha scritto alcuni libri di memorie sull'epopea della Val di Daone e dei grandi lavori. Molti contadini della zona divennero operai e in quell'epoca la valle del Chiese conobbe il passaggio irreversibile dall'economia agricola all'economia industriale. La grande impresa suscitò anche l'interesse del regista Ermanno Olmi che realizzò due cortometraggi ‘Alto Chiese’, dedicato alla costruzione della diga di Bissina e ‘Tre fili fino a Milano’ sulla posa della linea ad alta tensione.

### Impianto idroelettrico Diga di Bissina – Boazzo

La costruzione della diga

Utilizza l'acqua fra le quote 1788 m s.l.m., di massimo invaso della diga di Bissina  e 1228 della centrale di malga Boazzo con un salto massimo di 650 metri. Il lago artificiale (serbatoio) ha una capacità utile di 60 milioni di metri cubi con un livello di massimo svaso a quota 1721 ed è formato dalla diga rettilinea di calcestruzzo a gravità alleggerita con coronamento lungo 563 m a quota 1790 m s.l.m. e un'altezza massima di 84 m.
È costituita da 22 elementi cavi (detti “tipo Marcello” dal nome del progettista) con due spalle a gravità massiccia. Il volume complessivo è di circa 443.000 m³. La diga fu costruita dalla ditta Lodigiani dal maggio 1955 al novembre 1957 e collaudata nel 1962. L'opera di presa è a quota 1716,50 metri, il canale di derivazione in galleria scavato in roccia rivestita di calcestruzzo è lungo 5.385 m, largo 2,90 m con una portata massima di 19,5 m³/s.
La condotta forzata in acciaio lunga 686 metri è libera in roccia con un diametro interno di 2,25 metri. La centrale di Boazzo, ricavata in caverna, è dotata di 2 gruppi generatori della potenza di 47,400 kW ciascuno costituiti da 2 turbine Pelton ad asse orizzontale con alternatore centrale da 48.000 kVA. Ogni turbina è alimentata da 2 getti. In sala macchine è installata, per i servizi ausiliari, una turbina Pelton ad asse orizzontale di 1020 kW con alternatore da 1.300 kVA. L'acqua utilizzata viene restituita con un canale di scarico in galleria lungo circa 200 metri nel lago artificiale di Boazzo.
Oltre all'acqua del fiume Chiese viene convogliata e utilizzata anche l'acqua dei torrenti Danerba, Copidello, Rondon, Predon, Manoccolo, Rossola, Gellino, Larga, Campo, Saviore, Signorine e Re di Castello. La producibilità media annua teorica dell'impianto è stimata in 142 milioni di kWh. I gruppi generatori sono entrati in funzione nel 1958.

### Impianto idroelettrico di Boazzo, Ponte Murandin – Cimego
Utilizza l'acqua fra le quote di 1224,50 m s.l.m. di massimo invaso della diga di Boazzo e 486,50 m s.l.m. dello scarico della centrale di Cimego, con un salto massimo di 738 m e una portata massima di 35 m³/s.
Il lago artificiale (serbatoio) ha una capacità utile di 11,8 milioni di metri cubi con un livello di massimo svaso a quota 1195 m s.l.m. ed è formato da una diga con coronamento lungo 440 metri a quota 1226,50 e un'altezza massima di 57 metri costituita in sponda destra da 5 elementi cavi a gravità alleggerita e in sponda sinistra da alcuni elementi a gravità massiccia con una forma particolare per sfruttare uno sperone centrale di roccia tonalite. Fu costruita dalla ditta Salci dal 1954 al 1956 e collaudata nel 1958.
L'opera di presa in sponda destra è a quota 1189 m s.l.m. Il canale di derivazione in galleria del diametro di m 3,50 è lungo 11 chilometri e 462 metri con portata massima di 35 m³/s.
A Boniprati attraversa la valle all'aperto con un tronco di condotta metallica. Lungo il percorso la galleria raccoglie le acque dei torrenti e rii Redetton, Nova, Ribor, Sorino, Serol, Giulis, Canmpiello, Pissola, Cimego, Val Bona, Fai e Risac. La condotta forzata è in metallo, dal diametro interno variabile da 3,30 a 2,90 m ed è lunga 1.240 metri.
Il serbatoio di ponte Murandin che ha una capacità utile di 298.800 m³, con un livello massimo a quota 717 e di massimo svaso a quota 707, capta il bacino residuo del Chiese in località Murandin e riceve mediante canale a pelo libero le acque dei torrenti Adanà, Revegler e Molinello. La diga ad arco a gravità massiccia con un'altezza massima di 31 m è stata costruita negli anni 1955 - 1956 e collaudata nel 1962. Il canale di derivazione in pressione realizzato in galleria è lungo 3307 m con diametro di 1,80 m e con una portata massima di 4,5 m³/s.
La condotta forzata è lunga 461 m con diametro da 1,35 a 1,15 m, costituita da una tubazione metallica in acciaio e affianca quella che proviene da Boazzo. Alla centrale di Cimego arrivano entrambe le condotte forzate; quella proveniente da Boazzo serve due gruppi generatori ad asse orizzontale ciascuno della potenza di 110 000 kVA costituiti da due turbine di tipo Pelton da 110 MW ciascuna, prodotte nel 1953 dalla società Riva Calzoni di Milano, e alternatore centrale; quella da Ponte Murandin serve un gruppo elettrogeno ad asse verticale da 12.000 kVA con turbina di tipo Francis da 9.200 kW. La produzione media annua teorica è di 415 milioni di kWh. I gruppi sono entrati in funzione nel 1956.
È interessante notare che le due turbine da 110 MW erano ancora nel 1961 fra le turbine di potenza più elevata al mondo.

### Impianto idroelettrico Cimego – Storo
Utilizza le acque dalla quota 485,90 di massimo invaso del bacino di Cimego alla quota di 390,44 dello scarico della centrale di Storo. Il bacino di Cimego ha la funzione di regolazione giornaliera delle acque di scarico della centrale e delle acque residue del fiume Chiese e del torrente Adanà con capacità utile di 267.000 m³ ed è realizzato lungo un tronco di circa 600 metri dell'alveo del Chiese, sbarrato a valle della centrale con una traversa di calcestruzzo di circa 32 metri.
Il canale di derivazione è lungo 8 chilometri e 82 metri, con una portata di 27 m³/s. È costituito da un tronco iniziale all'aperto in tubazione metallica di 3,40 metri di diametro interno e lunga circa 1200 metri e un tronco in galleria rivestita di calcestruzzo di 6754 metri; termina con la condotta forzata di 75 metri in galleria e 97 metri all'aperto con diametro interno costante di 3 m.
La centrale di Storo è ubicata all'aperto in località Gac; è equipaggiata con un generatore ad asse verticale di 22.000 kVA azionato da una turbina Francis della potenza di 20.000 kW. Il canale di scarico lungo 954 metri all'aperto restituisce l'acqua in località Casa Rossa a quota 390,44. La centrale venne costruita dalla ditta Magistretti dal 1958 al 1960 ed entrò in servizio a febbraio di quell'anno. La produzione media teorica annua è di circa 68 milioni di kWh.

### Quadro generale
Le opere eseguite dalla SIAC del gruppo Edison dal 1952 al 1960 passarono all'Enel nel 1963 ai sensi della legge 6 dicembre 1962 n. 1643 di "Istituzione dell'Ente nazionale per l'Energia Elettrica e trasferimento ad esso delle imprese esercenti le industrie elettriche".
I bacini imbriferi direttamente sottesi o allacciati ai principali impianti ENEL sono rispettivamente:
- impianto di Bissina Boazzo km² 72,50
- impianto Boazzo Cimego km² 168,76
- impianto Cimego Storo km² 267,26

L'energia producibile media annua teorica è di circa 634 milioni di kWh
- impianto di Bissina Boazzo kWh 142.000.000
- impianto Boazzo Cimego kWh 388.000.000
- impianto Ponte Murandin Cimego kWh 27.000.000
- impianto Cimego Storo kWh 68.000.000
- impianto di Fontanedo kWh 9.000.000[4]

Il Chiese riceve inoltre svariati affluenti lungo il suo percorso.
- In Val Sabbia: (dall'uscita del fiume dal lago d'Idro a Gavardo)
  - Torrente Abbioccolo 9,2 km e portata media= 1,2 m³/s
  - Torrente Gorgone 7 km e portata media= 0,5 m³/s
  - Torrente Degnone 11 km e portata media= 1,2 m³/s
  - Torrente Nozza 13 km e portata media= 1,5 m³/s
  - Torrente Reaclino 2,3 km e portata media= 0,2 m³/s
  - Torrente Trinolo 4,9 km e portata media= 0,3 m³/s
  - Torrente Vrenda 8,5 km e portata media= 0,8 m³/s
  - Fosso delle ripe 4 km e portata media= 0,1 m³/s
  - Torrente Preane 3,1 km e portata media= 0,1 m³/s
  - Torrente Agna 10,5 km e portata media= 0,8 m³/s
  - Fosso Traversante 5,5 km e portata media= 0,3 m³/s
  - Torrente Vrenda di Vallio 7,5 km e portata media= 0,6 m³/s
- In pianura: (da Gavardo alla foce nell'Oglio)
  - Fossa Magna 15 km e portata media= 0,9 m³/s
  - Fosso Bresciani 5,7 km e portata media= 0,5 m³/s